# Adam Szulc

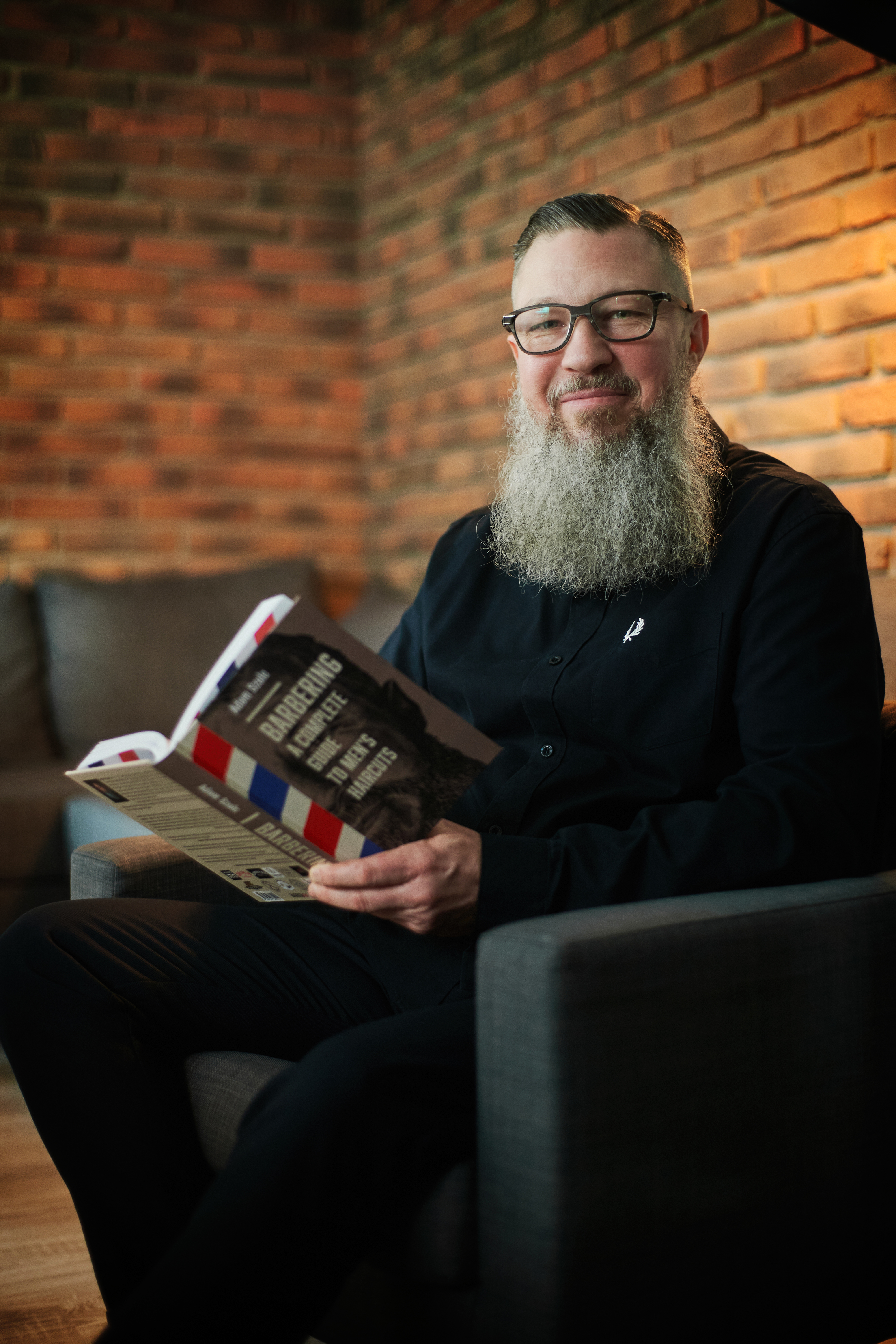
Adam Szulc

Adam Szulc (ur. 1 września 1971 w Poznaniu) – fryzjer męski, autor książek o fryzjerstwie męskim, prekursor barberingu w Polsce, edukator, nauczyciel teorii fryzjerstwa męskiego w Zespole Szkół Odzieżowych w Poznaniu, współautor eksperymentu pedagogicznego „Fryzjer Męski barber”, mistrz zawodu oraz jako pierwszy (i jedyny) fryzjer z Europy uwieczniony w Hall of Fame w National Barber Museum w Ohio.

## Życiorys
Urodzony w 1971 roku w Poznaniu. Od najmłodszych lat zafascynowany fryzjerstwem męskim, historią powszechną oraz dźwiękami muzyki rockowej. Pierwsza pasja została odziedziczona po dziadku Władysławie Bartkowiaku, który w czasie okupacji niemieckiej w Kołobrzegu był fryzjerem męskim. Drugie zainteresowania zostały w spadku po ojcu Edwardzie- muzyku jeżyckich zespołów bigbeatowych i miłośniku historii Polski i świata.
Pierwszy zespół rockowy o nazwie Topór, założył z bratem i kolegami z poznańskiego osiedla. Adam był autorem tekstów i grał na perkusji. Potem powstały kolejne zespoły w podobnej konwencji stylistycznej: Dead Division, Parlament, Hacesja i w 1991 roku najbardziej znany z nich wszystkich Cymeon X. W połowie lat 90. współtworzył X Respect X, w którym, tak jak we wcześniejszych projektach, grał na perkusji, pisał teksty piosenek, a nawet śpiewał.
Adam Szulc jest także autorem wielu artykułów do prasy muzycznej i fryzjerskiej. Żonaty, czworo dzieci. Instruktor nauki praktycznej zawodu. Nauczyciel teorii fryzjerstwa męskiego w Zespole Szkół Odzieżowych w Poznaniu. Juror konkursów barberskich na festiwalach fryzjerskich m.in. w Warszawie, Poznaniu i Katowicach. Ambasador Przemysławki – poznańskiej wody kolońskiej z ponad stuletnią tradycją. Cały czas czynny zawodowo działacz na rzecz polskiego fryzjerstwa męskiego.

## Fryzjerstwo męskie

### Edukacja
W 1986 roku rozpoczęcie nauki w Szkole Zawodowej w Poznaniu przy ul. Inżynierskiej w zawodzie „fryzjer męski”. Praktyka w Spółdzielni Fryzjersko-Kosmetycznej w Poznaniu w dwóch renomowanych zakładach fryzjerskich pod okiem dwóch mistrzów fryzjerstwa męskiego z Poznania: Emillana Łukasika i Grzegorza Szulca. Uzyskanie tytułu czeladnika z fryzjerstwa męskiego z oceną bardzo dobrą w 1989 roku. W tym samym roku rozpoczęcie pierwszej samodzielnej pracy jako fryzjer w Poznaniu na osiedlu Jagiellońskim.
W 1992 roku Adam Szulc zdał maturę i egzamin na Technika Fryzjerstwa, a trzy lata później (1995 r.) zdobył tytuł mistrzowski.
W latach 2018–2021 nauczyciel fryzjerstwa męskiego w Zespole Szkół Odzieżowych w Poznaniu w czasie trwania eksperymentu pedagogicznego „Fryzjer męski barber”, który zakończył się egzaminem czeladniczym z fryzjerstwa męskiego.

### Zakład fryzjerski
W 2000 roku współzałożył swój pierwszy zakład fryzjerski, a od 2016 prowadzi Jamę w Poznaniu. Współpracował i ciągle współpracuje ze znanymi markami fryzjerskimi jak: Jaga Hupało, Pan Drwal, Robert Grzempowski, Lucjan Szajbel & Kreator Academy, Adee Phellan, Poznański Klub Stylizacji, Uppercut Deluxe, Open Hair Festiwal, Hair Forum Poland, Mahogany Academy, Barberian Barber Shop & Academy, Fale Loki Koki, Beauty Days, Targi Look & Beauty Vision Poznań, Targi Uroda Gdańsk, Eurokos, Lockhart's, Kurier Fryzjerski, Barber Expert Magazine, Brush Barber Shop, American Crew Polska, Captain Fawcett, Schorem, Sid Sottung, Gorgol, Festiwal Fryzjerski, Barber Connect, National Barber Museum, Alfa Parf, King Brown, Estetica Polska, Przemysławka, Piotr Hull i wieloma innymi.
Wielokrotny uczestnik wielu autorskich sesji zdjęciowych, wywiadów, filmów fryzjerskich i teledysków (Strachy Na Lachy, Cymeon X, TVP Kultura, Alernativi, Noise Magazine, Radio Poznań, Radio Emaus, Elle Man, Wysokie Obcasy, Pasażer, Fale Loki Koki, Głos Wielkopolski, TVP Poznań, Pytanie Na Śniadanie, Kurier Fryzjerski, Barber Expert Magazine, Gazeta.pl i inne).
Takie pokazy jak: Bestia, Most I, Most II, Steam Punk Show, Neon & Punk, The Rebels czy RockaPinup przeszły już do historii polskiego fryzjerstwa.
Od 2016 roku tworzy własną linię męskich kosmetyków o nazwie STEAM PUNK.

### Autorskie książki
W 2018 roku w poznańskim wydawnictwie Zysk i S-ka ukazała się pierwsza książka jego autorstwa pt.: „Fryzjer Męski” podsumowująca ponad trzydziestoletnią pracę w zawodzie. To 370 stron merytoryki, historii, technologii, opisów produktów i narzędzi używanych we fryzjerstwie męskim. W 2021 roku zostało przygotowane drugie wydanie rozszerzone tej publikacji zawierające dodatkowy rozdział, zmienioną okładkę i inne dodatki.
W 2020 roku ukazała się druga książka pt. „Następny Proszę!”. Jest to kilkaset stron opowieści rzemieślnika i pasjonata w swoim zawodzie, który od 35 lat wykonuje swoją pracę i przez pryzmat fryzur, kosmetyków i salonów fryzjerskich patrzy na cały świat. W środku znaleźć można między innymi potężny rozdział o historii amerykańskich barbershopów, 20 biografii emerytowanych fryzjerów męskich, rozdział o składnikach kosmetyków czy kolejne kilkadziesiąt fryzur, historii i ciekawostek.
W roku 2022 ukazała się trzecia książka autorstwa Adama Szulca, która zakończyła fryzjerski tryptyk. Książka „Krótko Po Męsku” to ostatnia część trylogii o fryzjerstwie męskim.
W 2022 roku książka „Fryzjer Męski” została przetłumaczona na język angielski, a jej tytuł to: „Barbering. A complete guide to men's haircuts”.

### Eksperyment pedagogiczny[31]
W latach 2018–2021 współtworzył i prowadził eksperyment pedagogiczny „Fryzjer męski barber” w Zespole Szkół Odzieżowych w Poznaniu. Ten nowatorski kierunek uzyskał zgodę Ministerstwa Edukacji Narodowej, Ministerstwa Rozwoju, Kuratorium Oświaty w Poznaniu, Cechu Rzemiosł Różnych w Poznaniu i Wielkopolskiej Izby Rzemieślniczej w Poznaniu. Do tego projektu została napisana książka „Fryzjer Męski”, która oprócz podstawy programowej stanowiła pomoc dla uczniów do nauki w eksperymencie pedagogicznym. Została wydana przez poznańskie Wydawnictwo Zysk i S-ka. W tym samym roku została zorganizowana konferencja prasowa dotycząca naboru uczniów do klasy „Fryzjer męski Barber” w Zespole Szkół Odzieżowych.

### Działalność charytatywna
Adam Szulc skupia się na promowaniu zawodu fryzjera męskiego wśród młodzieży poprzez pokazy i prelekcje w technikach fryzjerskich i szkołach branżowych w całej Polsce.
Wielokrotnie organizował strzyżenia charytatywne dla dzieci z domów dziecka, osób bezdomnych, osób niepełnosprawnych, czy młodzieży z zakładów poprawczych. Od lat bierze czynny udział w akcjach „Movember”, „Żądamy Chleba”, „Noc Muzeów” czy „Czesanie za uśmiech”.

## Muzyka

### Cymeon X
Zespół nurtu muzycznego hard core punk i prekursor filozofii straight edge w Polsce. Powstał w Poznaniu w październiku 1991 roku z inicjatywy między innymi Adama „Adziola” Szulca, który był autorem większości tekstów i wskoczył za perkusję, a w pierwszym składzie oprócz niego znaleźli się Maciej „Stiepan” Karalus - bas, Piotr „Piciu” Roszak - gitara i Marek Czarnecki na wokalu. Najważniejsze dla członków kapeli było to, żeby wszyscy członkowie byli wegetarianami i straight edge. W tamtym czasie to była bardzo nowatorska, a zarazem antysystemowa postawa.
Nazwa zespołu wzięła się od postaci Cymeona Maksymalnego - jednego z bohaterów książki „Osobliwe przypadki Cymeona Maksymalnego” autorstwa Edmunda Niziurskiego.

## Nagrody i wyróżnienia

### Działalność na rzecz rzemiosła
Od 1 kwietnia 2000 członek Cechu Rzemiosł Różnych w Poznaniu. Przez wiele lat był członkiem lub przewodniczącym komisji sprawdzających umiejętności uczniów oraz Konkursu imienia Stefana Siankowskiego odbywającego się corocznie w W.I.R. Podczas targów fryzjerskich „Look” w Poznaniu w 2018 roku zorganizował pokaz „Rockapinup” wraz z Klubem Postępu i Techniki działającym przy CRR. Organizował samodzielne pokazy podczas pasowania najlepszych czeladników w Wielkopolskiej Izbie Rzemieślniczej w Poznaniu w latach 2015–2017.

### Posiadane certyfikaty, nagrody i wyróżnienia
| Nagroda / Wyróżnienie | Rok  |
| --- | ---- |
| Złota Odznaka Rzemieślnicza przyznana przez Cech Rzemiosł Różnych w Poznaniu | 2010 |
| Uznanie za jednego z 40-stu najlepszych polskich stylistów według magazynu „Estetica Polska”                                                                                            | 2016 |
| Ambasador Festiwalu Open Hair Sieradz przyznany przez Prezydenta Miasta Sieradza | 2016 |
| Honorowa Odznaka Rzemieślnicza przyznana przez Cech Rzemiosł Różnych w Poznaniu | 2017 |
| Złoty Medal Międzynarodowych Targów Poznańskich za produkt do brody Steam Punk | 2019 |
| Honorowe miejsce w Galerii Sław Barberskich w amerykańskim National Barber Museum w Ohio, najważniejszym muzeum amerykańskich fryzjerów męskich (National Barber Museum & Hall of Fame) | 2021 |
| Złoty Medal Międzynarodowych Targów Poznańskich za książkę „Fryzjer Męski” | 2021 |
| Prezydent Miasta Poznania Jacek Jaśkowiak objął patronatem honorowym piątą rocznicę firmy Adama Szulca                                                                                  | 2021 |
| Uznanie za jednego ze 100 najważniejszych stylistów w Polsce przez magazyn „Estetica Polska”                                                                                            | 2022 |
| Osobowość Roku przyznana przez Festiwal Fryzjerski Hair & Beauty w Katowicach | 2022 |
| Złoty Medal Międzynarodowych Targów Poznańskich oraz Złoty Medal Wybór Konsumentów za książkę „Następny Proszę!”                                                                        | 2024 |